# Heli Tiirmaa-Klaar

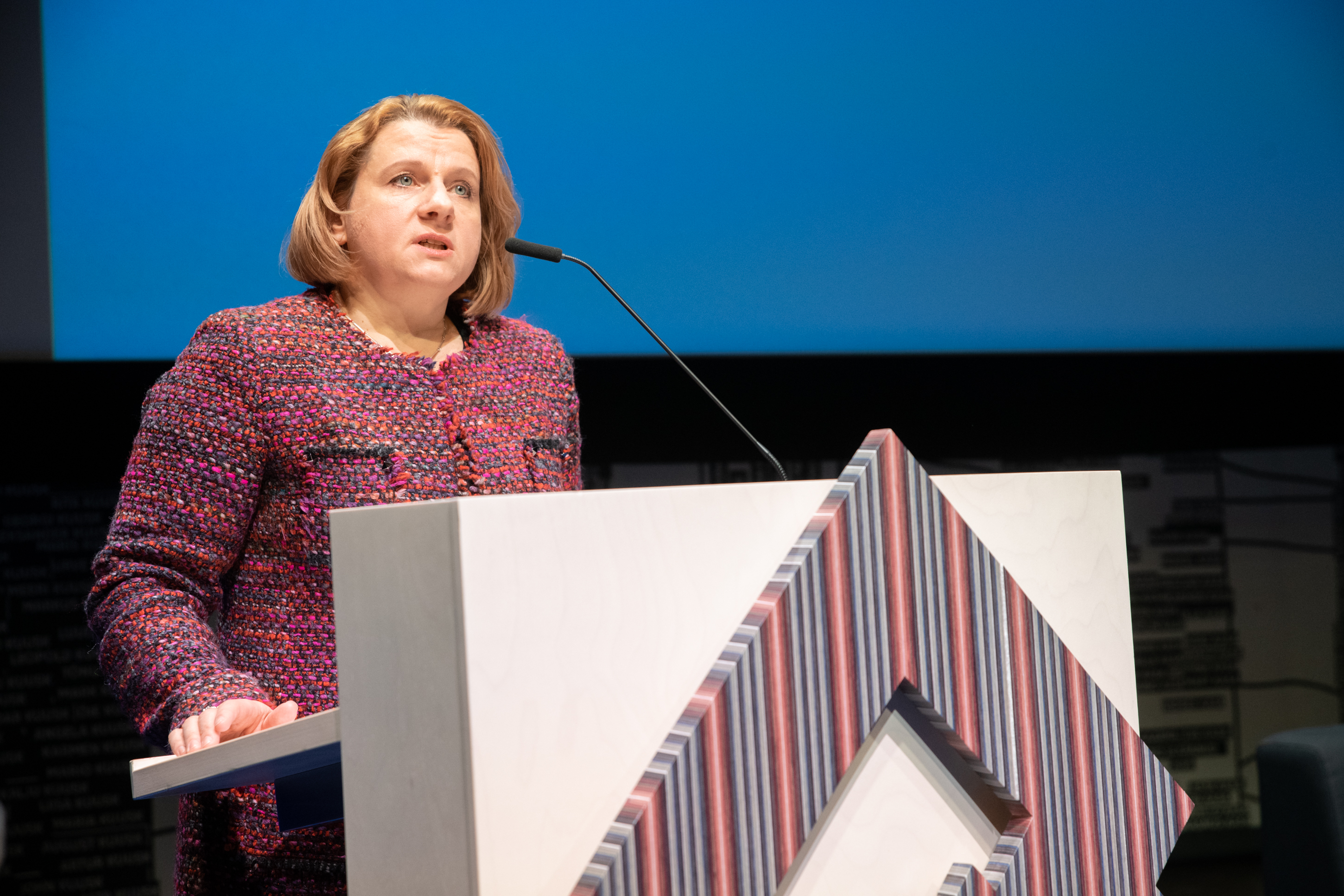
Heli Tiirmaa-Klaar 2020

Heli Tiirmaa-Klaar (* 18. April 1971 im Kreis Põlva) ist eine estnische Diplomatin, Cyber-Expertin und Direktorin des Digital Society Institute der ESMT Berlin.

## Leben
Heli Tiirmaa-Klaar erwarb 1993 einen Bachelor in Soziologie an der Universität Tartu und 1995 einen Master in Politikwissenschaft an der Central European University, mit Auslandsaufenthalten an der Universität Aarhus und der George Washington Universität.
Zwischen 2004 und 2006 leitete sie die Abteilung für Internationale Beziehungen der Universität Tallinn.
Sie war als Beraterin für Cybersicherheit des estnischen Verteidigungsministeriums  und als Beraterin für Cyberverteidigung des NATO-Hauptquartiers tätig. Für sechs Jahre leitete sie die Abteilung zur Koordinierung der Cybersicherheit des Europäischen Auswärtigen Dienstes. Ab September 2018 war sie Estlands diplomatische Sonderbeauftragte für Cybersicherheit. Als erste Cyberbotschafterin in der Europäischen Union leitete sie die Entwicklung von Normen ein, auf dessen Basis die Europäische Union Sanktionen als Reaktion auf Cyberangriffe verhängen kann.
Im Dezember 2018 wurde Heli Tiirmaa-Klaar von Politico zu einer der wichtigsten europäischen Persönlichkeiten des Jahres 2019 gewählt und kam auf Platz 4 in der Kategorie „Macher“ (engl. „Doer“). Seit Januar 2022 leitet sie als Direktorin, zusammen mit dem Gründer Sandro Gaycken, das Digital Society Institute der ESMT Berlin.

## Werke (Auswahl)
- Tiirmaa-Klaar, H. (2016). Building national cyber resilience and protecting critical information infrastructure. Journal of Cyber Policy, 1(1), 94-106.[4]

- Tiirmaa-Klaar, H., Gassen, J., Gerhards-Padilla, E. and Martini, P., (2013). Botnets: how to fight the ever-growing threat on a technical level. Springer, London.[5]

- Tiirmaa-Klaar, H. (2013). Cyber diplomacy: Agenda, challenges and mission. Peacetime Regime for State Activities in Cyberspace, 509-531.[6]